# Bernard Dessein
Pour les articles homonymes, voir Dessein.
 (mai 2019).
Si vous disposez d'ouvrages ou d'articles de référence ou si vous connaissez des sites web de qualité traitant du thème abordé ici, merci de compléter l'article en donnant les références utiles à sa vérifiabilité et en les liant à la section « Notes et références ».
Bernard Dessein, né le 19 mars 1762 à Orthez (Basses-Pyrénées), et mort le 21 avril 1822, dans la même ville, est un général français de la Révolution et de l’Empire.

## États de service
Le 14 juin 1777, il entre comme soldat dans le régiment d'infanterie de Brie (24e), et sert sur les côtes de Bretagne de 1780 à 1783. Caporal le 8 juillet 1780, sergent le 10 juin 1781, fourrier et sergent-major les 16 mars et 29 août 1783, il passe le 20 novembre 1788 en qualité de quartier-maître-trésorier dans le régiment d'Angoumois-infanterie (80e). Il devient lieutenant et capitaine les 12 janvier et 19 juin 1792, et il fait les campagnes de 1792 à l'an III à l'armée des Pyrénées-Occidentales .
Durant l'affaire de Sare le 1er mai 1793, faisant partie d'un détachement de 150 hommes commandé par La Tour d'Auvergne, qui arrête l'armée espagnole, culbute sa cavalerie et soutient pendant une heure et demie les efforts de la colonne d'attaque, il est blessé de deux coups de feu au commencement de l'action. Le 22 juin suivant, il contribue à la tête de 100 hommes à la prise des retranchements de la Croix-des-Bouquets, et obtient le grade de chef de bataillon le 27 nivôse an II.
Il se fait remarquer le 17 pluviôse suivant, devant Saint-Jean-de-Luz, où il remplit les fonctions d'officier supérieur de jour. Appelé à l'état-major du général Muller le 4 floréal même année, il reçoit le 21 prairial (9 juin 1794) le grade de général de brigade et est placé en cette qualité à la tête de l'avant-garde de l'armée.
Chargé le 7 thermidor du commandement de la colonne d'attaque dans la vallée de Bastan, il franchit les retranchements ennemis et contribue au gain de cette journée. Le 14 du même mois il a une part brillante au combat de Fontarabie et à la prise de cette place. Le 16, il assiste à la reddition de Saint-Sébastien, dont il prend le commandement le lendemain. Il se distingue aux affaires de Burguet les 23 et 27 vendémiaire an III, et participe à la défaite du duc d'Ossuna.
Le 8 frimaire suivant, il se fait remarquer au combat de Bergara, où le général Moncey bat complètement l'armée du général espagnol Ruby. Chef de l'état-major général de l'armée le 19 ventôse, il devient général de division le 25 prairial même année (13 juin 1795).
Quand le général Moncey conçoit le projet d'envahir le Guipuscoa et la province de Biscaye, il confie le commandement de la 1re division au général Dessein. Cette division qui forme l'avant-garde se met en marche dans la nuit du 23 au 24 messidor, débusque l'ennemi des fortes positions qu'il occupe, et lui prend treize pièces de canon et ses magasins. Poursuivis jusqu'à Durango, les Espagnols laissent encore en avant de cette ville douze bouches à feu, deux cent quatre-vingt caissons de cartouches d'infanterie, cinquante barils de poudre, six mille gargousses à mitraille et deux mille fusils.
Le 1er thermidor, les Espagnols poursuivis jusqu'à Bilbao et Portugalette, abandonnent soixante pièces de canon, un grand nombre de munitions de guerre et des magasins considérables. Après cette expédition, le général Dessein reprend ses fonctions de chef d'état-major général.
La paix ayant été conclue avec l'Espagne, l'armée évacue ce pays le 22 fructidor an III. Replacé à la tête de sa division, le général Dessein, dirigé sur la Vendée où il arrive le 7 vendémiaire an IV, est appelé le 25 du même mois au commandement de la 4e division de l'armée de l'Ouest. Le 19 ventôse suivant, le Directoire exécutif lui confie le commandement en chef de l'armée des côtes de l'Océan, que l'état de sa santé ne lui permet pas de conserver. Il quitte l'armée avec un congé de convalescence.
Le 8 nivôse an X, le premier Consul le nomme inspecteur aux revues, et membre de la Légion d'honneur le 4 germinal an XII. Passé dans la 9e division militaire (Montpellier) le 9 octobre 1811, il y reste jusqu'au 2 janvier 1815, date de son admission à la retraite.
Louis XVIII le décore de la croix de Saint-Louis le 1er novembre 1814.
Il meurt le 21 avril 1822 à Orthez (Basses-Pyrénées).